# Iwan Iwanowitsch Borgman

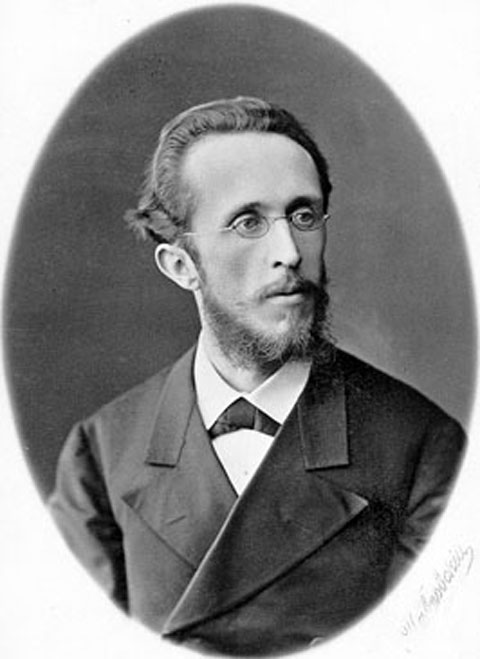
Iwan Iwanowitsch Borgman

Iwan Iwanowitsch Borgman (russisch Иван Иванович Боргман; * 24. Februarjul. / 8. März 1849greg. in St. Petersburg; † 17. Maijul. / 30. Mai 1914greg. ebenda) war ein russischer Physiker und Hochschullehrer.

## Leben
Borgman, Sohn eines aus Finnland eingewanderten und russisch gewordenen Juden und seiner russischen Frau, absolvierte das 2. St. Petersburger Gymnasium und studierte dann Physik an der Universität St. Petersburg mit Abschluss 1866.
Borgman blieb an der Universität und wurde 1870 Kandidat der Physik. 1873 wurde er an die Universität Heidelberg geschickt, um sich bei Gustav Kirchhoff weiterzubilden. 1875 wurde er Assistent an der Universität St. Petersburg. 1877 wurde er mit der Dissertation Über den elektrischen Widerstand von Kohle bei verschiedenen Temperaturen Privatdozent. 1878 wurde er mit der Dissertation Über die Umgebungseinflüsse auf die elektromagnetischen Effekte und die Magnetisierung von Flüssigkeiten Magister der Physik. 1882 wurde er mit der Dissertation Über die Erwärmung des Eisens bei der Entmagnetisierung zum Doktor der Physik promoviert. 1897 zeigte er, dass Röntgenstrahlung und radioaktive Substanzen Thermolumineszenz hervorrufen.
Mit seinen Vorlesungen deckte Borgman alle Bereiche der Physik ab (Mechanik, Optik, Thermodynamik, Elektrizitätslehre), und er verbesserte das System der Lehre mit praktischen Übungen. Darüber hinaus hielt er Vorlesungen bei den Höheren Bestuschew-Kursen für Frauen (1876–1883), am Elektrotechnischen Institut und am Technologischen Institut. Zu Borgmans bekanntesten Schülern gehörten B. P. Weinberg und B. L. Rosing.
1875–1901 war Borgman Redakteur der physikalischen Abteilung des Journals der russischen physikalisch-chemischen Gesellschaft (nach D. K. Bobyljow), deren Nachfolger 1931 die Zeitschrift für Experimentelle und Theoretische Physik wurde.
Borgman gab Physikunterricht auch den Mitgliedern der kaiserlichen Familie, insbesondere dem Thronfolger Nikolai (1883–1886) und dem Großfürsten Georgi Alexandrowitsch (1883–1890). Es folgten Großfürstin Xenija Alexandrowna, Großfürstin Olga Alexandrowna und Großfürst Michail Alexandrowitsch.
1899 wurde Borgman Ehren-Elektroingenieur des St. Petersburger Elektrotechnischen Instituts (neben D. A. Latschinow, A. N. Lodygin, N. N. Benardos, A. S. Popow, M. O. Doliwo-Dobrowolski und C. H. von Siemens (bis 1903)).
Borgman plante und organisierte das Physik-Institut an der Universität St. Petersburg (jetzt W. A. Fock-Institut), das 1901 von F. F. Petruschewski als erstem Direktor eröffnet wurde und dessen zweiter Direktor 1902 Borgman wurde. Es war das erste speziell für die Physik gebaute Gebäude in Russland und wurde mit allen erforderlichen modernen Einrichtungen für die physikalische Forschung ausgestattet. Borgman schenkte dem Institut Büsten von Isaac Newton und Michael Faraday, die jetzt den Hörsaal 308 schmücken. Borgmans persönliche Bibliothek wurde der Grundstock der Fakultätsbibliothek.
1905 wurde Borgman der erste gewählte Rektor der Universität St. Petersburg als Nachfolger des Astronomen A. M. Schdanow.. 1910 trat er von diesem Amt zurück aus Protest gegen die Verletzung der politischen Rechte der Studenten durch die Polizei. Sein Nachfolger wurde der Jurist David Davidowitsch Grimm.
Seit 1905 war Borgman Mitglied der Kadetten-Partei. 1906 wurde er Mitglied des Staatlichen Rats der Universitäten. 1913 wurde er in die St. Petersburger Stadtduma gewählt.
1911 wurde Borgman Ehrendoktor der Rechte der University of St Andrews.
Borgman war verheiratet mit Adelaida Alexandrowna Borgman und hatte zwei Söhne. Alexander Iwanowitsch Borgman (1879–1942) wurde Historiker und Professor an der Universität St. Petersburg. Iwan Iwanowitsch Borgman (1883–1939) war Hofrat, wurde nach der Oktoberrevolution Dozent für Organische Chemie am Leningrader Polytechnischen Institut (LPI) und am Leningrader Chemisch-Technologischen Institut (LChTI) und wurde Opfer der Stalinschen Säuberungen.